# النجود (إب)

تعديل مصدري - تعديل

النجود محلة تابعة لقرية الأسهوم، التابعة لعزلة جبل معود بمديرية إب إحدى مديريات محافظة إب في الجمهورية اليمنية.، بلغ تعداد سكانها 45 حسب تعداد اليمن لعام 2004.